# آندرانوموا
آندرانوموا (به لاتین: Andranomeva) یک منطقهٔ مسکونی در ماداگاسکار است که در بوریزینی-واوائو واقع شده‌است. آندرانوموا ۱۱٬۰۰۰ نفر جمعیت دارد و ۵۱ متر بالاتر از سطح دریا واقع شده‌است.